# Lisa Fernandezová
Lisa Fernandezová (* 22. února 1971, Long Beach, Kalifornie, USA) je bývalá americká softballistka hrající na postu nadhazovačky. Její otec byl kubánský emigrant, matka pochází z Portorika.
Absolvovala psychologii na Kalifornské univerzitě v Los Angeles, s týmem UCLA Bruins vyhrála mistrovství National Collegiate Athletic Association 1990 a 1992 a v roce 1993 získala jako první softballistka v historii cenu pro nejlepší americkou univerzitní sportovkyni Honda-Broderick Cup.
Jako hráčka americké ženské softballové reprezentace vyhrála olympijský turnaj v letech 1996, 2000 a 2004, v roce 2008 získala stříbrnou medaili. Je držitelkou olympijského rekordu jedenadvaceti strajkautů v jednom zápase a pálkařského průměru .545. Také má tři zlaté medaile z Panamerických her (1991, 1999 a 2003) a čtyři z mistrovství světa v softballu žen (1990, 1994, 1998 a 2002).